# Maria Teresa Ramírez
Maria Teresa Ramírez, född 15 augusti 1954 i Mexico City, är en mexikansk före detta simmare.
Ramirez blev olympisk bronsmedaljör på 800 meter frisim vid sommarspelen 1968 i Mexico City.